# دحداح
دِحْدَاح أو زَنْبَقِيَّة أو سرف أو طحاف (الاسم العلمي: Crinum)، جنس نباتات معمرة مُزهرة من فصيلة النرجسية، تتكون من حوالي 180 نوع. توجد في المناطق ذات الرطوبة الموسمية، بما في ذلك الأهوار والمستنقعات والمنخفضات وعلى طول جوانب الجداول والبحيرات في المناطق الاستوائية وشبه الاستوائية حول العالم.

## الأنواع
من أنواعه:
- دحداح مستطيل الورق
- دحداح مور
- دحداح الغدران
- دحداح أسيوي